# Manuel Ángel Martín
Manuel Ángel Martín (ur. 30 stycznia 1980) – hiszpański niepełnosprawny sportowiec, uprawiający boccię. Brązowy medalista paraolimpijski z Pekinu w 2008 roku.

## Medale Igrzysk Paraolimpijskich

### 2008
- - Boccia - indywidualnie - BC2